# Stabilus
Stabilus SE er en tysk producent og leverandør af løsninger indenfor bevægelsesteknologi til bilindustri og industri. Produkterne består af gastryksfjedre, hydrauliske støddæmpere, elektromekanik og vibrationsisolering. De har hovedkvarter i Koblenz. De har 37 fabrikker i 19 lande. I 2022 havde de 7.342 ansatte og en omsætning på 1,1 mia. euro.